# IC 4636
IC 4636 ist ein Stern im Sternbild Herkules. Das Objekt wurde am 15. Juli 1895 von Guillaume Bigourdan entdeckt und fälschlicherweise in den Index-Katalog aufgenommen.